# انتخابات پارلمانی اسرائیل (۲۰۲۰)
انتخابات پارلمانی اسرائیل در ۲ مارس ۲۰۲۰ برای انتخاب اعضای بیست و سومین دورهٔ کنست برگزار شد. این انتخابات پس از ۲ انتخابات پارلمانی در آوریل و سپتامبر ۲۰۱۹ برگزار می‌شود که در هیچ‌کدام آن‌ها احزاب موفق به تشکیل دولت نشدند.
در ۱۶ آوریل (۲۸ فروردین) پس از پایان مهلتی که برای توافق میان دو نیروی سیاسی بزرگ اسرائیل بر سر تشکیل دولت تعیین شده بود، بنی گانتس، رئیس پارلمان (کنست) به دستور رووین ریولین، رئیس‌جمهور این کشور، نمایندگان پارلمان را دعوت کرد، برای تشکیل دولت آینده اقدام کنند.
اکنون پارلمان ۲۱ روز برای تعیین هیئت دولت فرصت دارد. در صورتی که نمایندگان پارلمان به توافق نرسند، تصمیم‌گیری برای تشکیل دولت آینده به مردم واگذار می‌شود.